# クシュティー

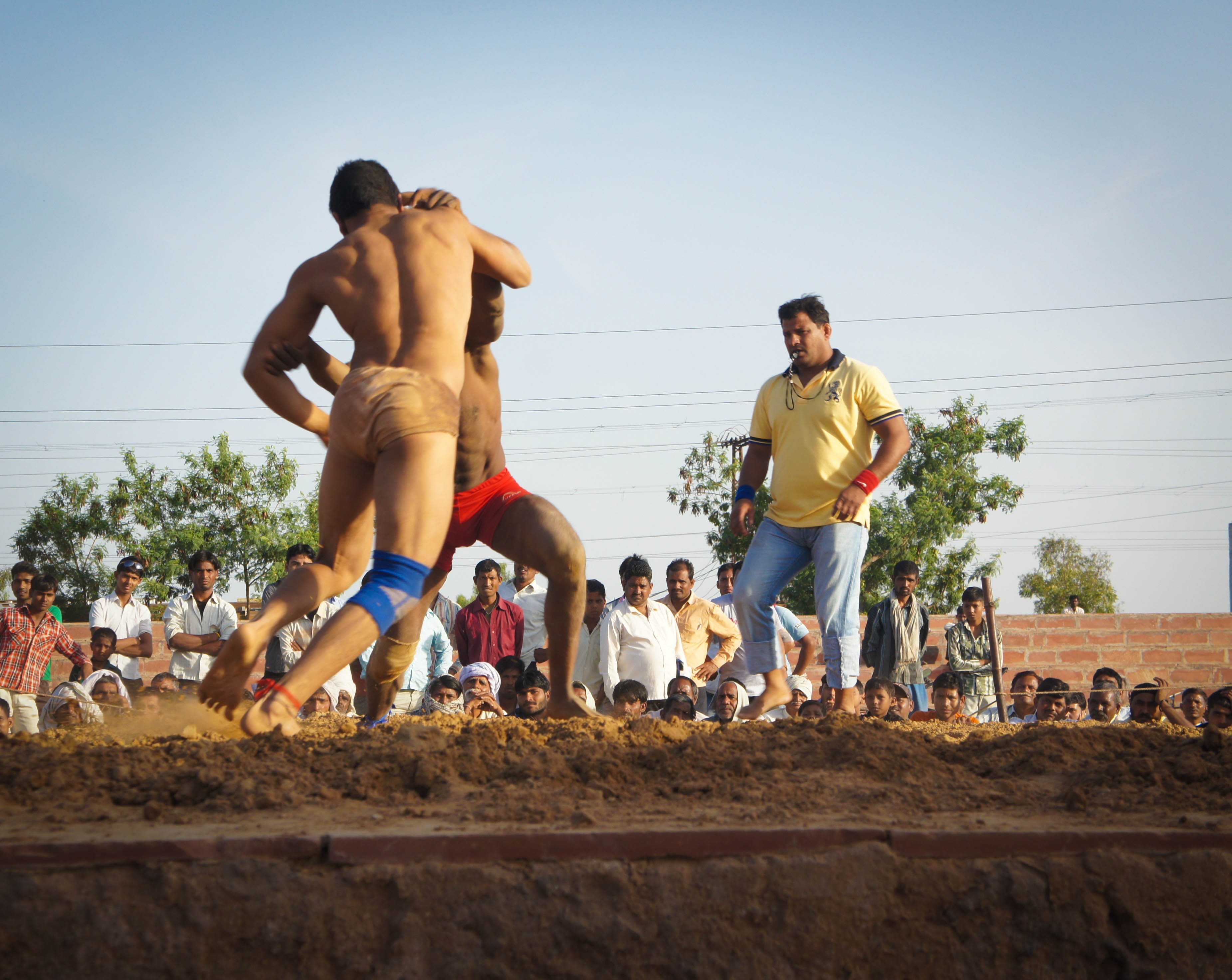
バラトプルでのクシュティー（2013年）

クシュティー（Kushti。ペルシャ語: کشتی, ウルドゥー語: کشتی, ヒンディー語: कुश्ती）とは、イラン、インド、パキスタン、バングラデシュなどの南アジアや一部西アジアで行われている伝統武術・格闘技。ペルシャ語やヒンディー語でレスリングを表す普通名詞だが、特に伝統的な格闘技をさしていう。寝技がなく、インド相撲といわれる。またはパハラワーニー (Pahlwani) という呼称もある。日本ではコシティー (Koshti) とも表記される。2年に1度、パハラワーニーレスリングワールドカップも行われる。

## 概説
アカーラー (Akhara) と呼ばれる道場は寺院に併設されていることが多く、ヒンドゥー教の神で怪力を司るハヌマーン神が祭られている。砂を盛り、耕してふかふかにした土俵で戦う。クシュティーの歴史は古く、11世紀にはすでにほぼ現在の形であった。起源は紀元前5世紀ごろアーリア人の南下にともない、ペルシアの格闘技が伝播し、インド在来の格闘技と融合したものと考えられている。
クシュティーの熟達者はペールワン(ペヘルワーン)と呼ばれて尊敬され、ヒンドゥー文化とイラン文化との密接な関係を物語っている。クシュティーの出身者からはレスリングの金メダリストを多く輩出している。
多くのスポーツで取り入れられているヒンズースクワットはもともとクシュティーのトレーニングのひとつである。また、タイガー・ジェット・シンやコシロ・バジリ（アイアン・シーク）は、この武術の出身といわれている。

## トレーニング器具

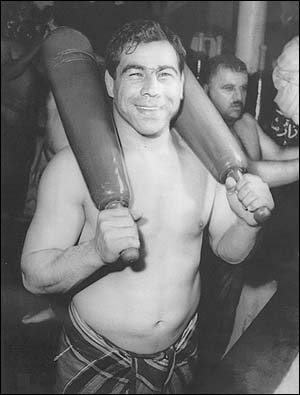
ミールを持つゴラムレザ・タクティ

クシュティー（コシティー、コシティ）という単語は日本のプロレス関係者の間では棍棒状のトレーニング器具の名称として知られている。この器具は本来ミール（meel=杵）という農具で、クシュティーでトレーニングに使用する道具である。主に木製で、先が太く握りが細い形状で、振り回して握力や腕力を鍛える。格闘技名と道具名が混同されて伝わった。この道具は、プロレスの神様といわれるカール・ゴッチからアントニオ猪木に伝えられ、新日本プロレスの道場での伝統的なトレーニングの一つとなっている。
このミールと名称も使用法も同じ道具がイランの伝統的ボディビル・ズルハネに存在する。